# آبی‌ماهی
آبی‌ماهی (نام علمی: Pomatomus saltatrix) نام یک گونه از راسته سوف‌ماهی‌سانان است.